# Metaal Kathedraal
Metaal Kathedraal is een ecologisch cultureel centrum aan de Rijksstraatweg in Utrecht. 
Het was oorspronkelijk de rooms-katholieke Onze-Lieve-Vrouw-ten-Hemelopnemingkerk van de buurtschap Oudenrijn bij De Meern. Vanaf 1941 was in het gebouw de zijspanfabriek Hollandia gevestigd en vanaf 1977 werd het een metaalfabriek. Sinds 2011 is het in gebruik als ecologisch cultureel centrum.

## Bouwgeschiedenis
In 1857 werd het kerkgebouw opgeleverd voor de parochie van Onze Lieve Vrouw ten Hemelopneming. Naast deze nieuwe kerk stond haar voorganger. Dat was een voormalig koetshuis dat sinds 1797 dienstdeed als kerkruimte en in de daaropvolgende decennia een aantal keer werd verbouwd. Nieuwbouw was noodzakelijk en H.J. van den Brink ontwierp een nieuwe kerk in de stijl van de vroege neogotiek. De kerk werd ingewijd op 15 augustus 1857, het hoogfeest van de Ten Hemelopneming van Maria, exact zestig jaar na de oprichting van de parochie. De nieuwe kerk was nu voorlopig groot genoeg om de gegroeide bevolking van de dorpen Oudenrijn en De Meern te bedienen.
In de jaren 30 van de twintigste eeuw werden er echter alweer plannen gemaakt om een nieuwe kerk te laten bouwen. In 1937 werd iets verderop een stuk grond aangekocht en in 1941 werd de nieuwe Onze Lieve Vrouw ten Hemelopnemingskerk voltooid. Deze is tot op heden in gebruik als kerk.
Daarmee verviel de functie van het oude kerkgebouw. Het werd datzelfde jaar verkocht aan zijspanfabrikant Hollandia uit Amsterdam. Voorwaarde bij de verkoop was echter dat het gebouw er vanaf de straat niet meer uit mocht zien als kerk. De karakteristieke torentjes werden verwijderd, de spitsboogramen werden rechtgetrokken en het voorportaal werd afgebroken en vervangen door een voorhuis. In de kerkzaal werd een vloer gelegd zodat er twee verdiepingen ontstonden. Het priesterkoor, dat niet aan de straatkant lag, bleef als kenmerkend kerkonderdeel wel herkenbaar. 
Van 1977 tot 2011 zat metaalfabriek Metak in het pand.
Het gebouw heeft een hammerbeam roof, of steekbalkkap. Deze Britse techniek, waarbij de spanten voorzien zijn van steekbalken, is in Nederland zeer weinig toegepast. Het gebouw is een van de weinige panden in Nederland waar deze dakconstructie nog intact is.

## Metaal Kathedraal (2011 - heden)
Het gebouw en terrein waren begin 2011 in bezit van een projectontwikkelaar die appartementen in het gebouw en de tuin wilde realiseren. De gemeente had deze plek echter aangewezen als culturele plek. Het pand werd daarom tijdelijk verhuurd aan kunstenaar en theatermaker Maureen Baas die de voormalige metaalfabriek en neogotische kerk omgedoopte tot 'Metaal Kathedraal'. 
Na drie achtereenvolgende jaren huur werd in 2014 het inmiddels verwaarloosde pand door Baas en haar partner aangekocht voor €1.100.000, waarna er een verbouwing en restauratie volgde van €1.200.000. 
De huur, en sinds 2014 de restauratie- en hypotheeklasten, financiert Metaal Kathedraal met de huuropbrengsten van vaste en incidentele gebouwgebruikers. De commerciële verhuur vormt daarnaast de enige structurele financiële bron voor de ontwikkeling van een cultureel programma van artistieke en maatschappelijke betekenis.
Sinds 2023 wordt het televisieprogramma De Kist opgenomen in de Metaal Kathedraal.

## Afbeeldingen

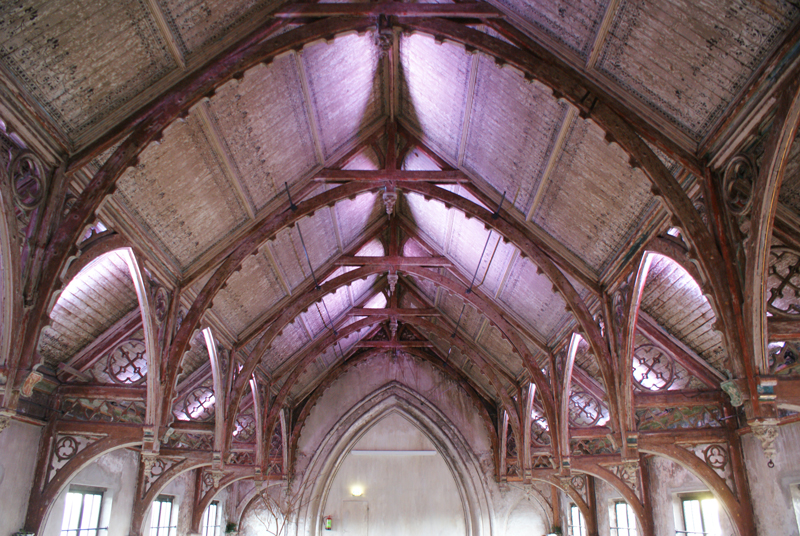
Hammerbeam-constructie Metaal Kathedraal
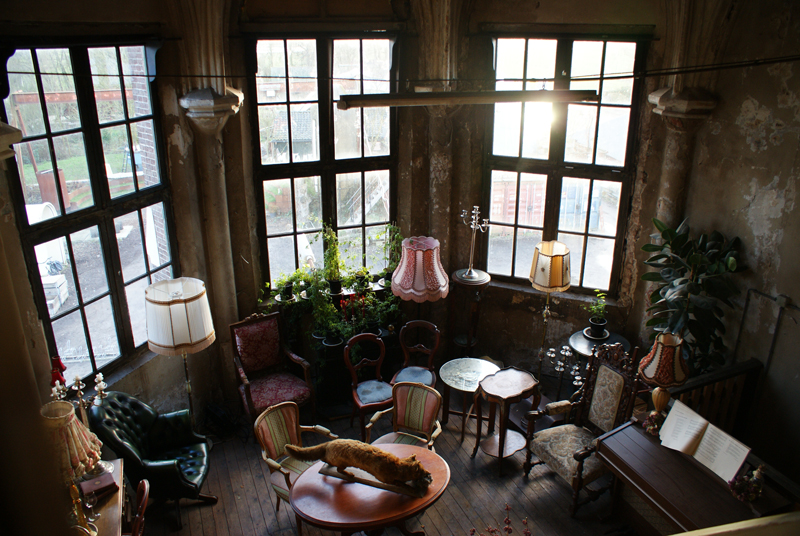
Voorportaal
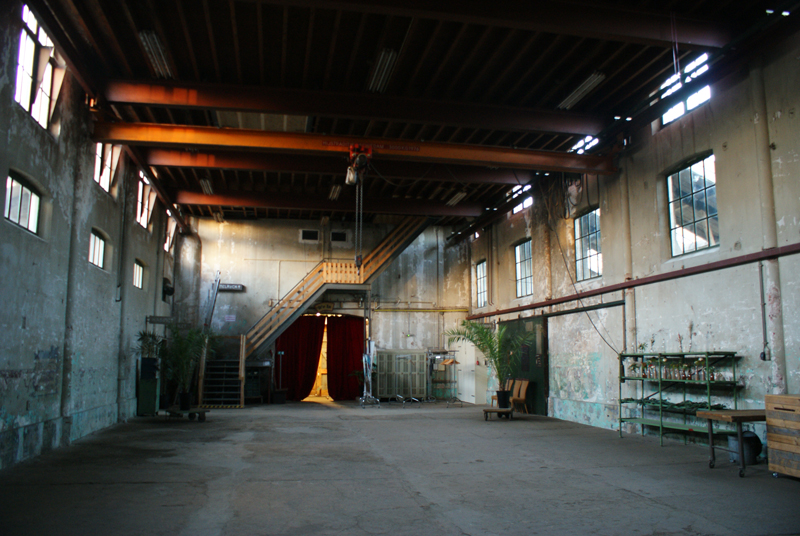
Voormalige fabriekshal
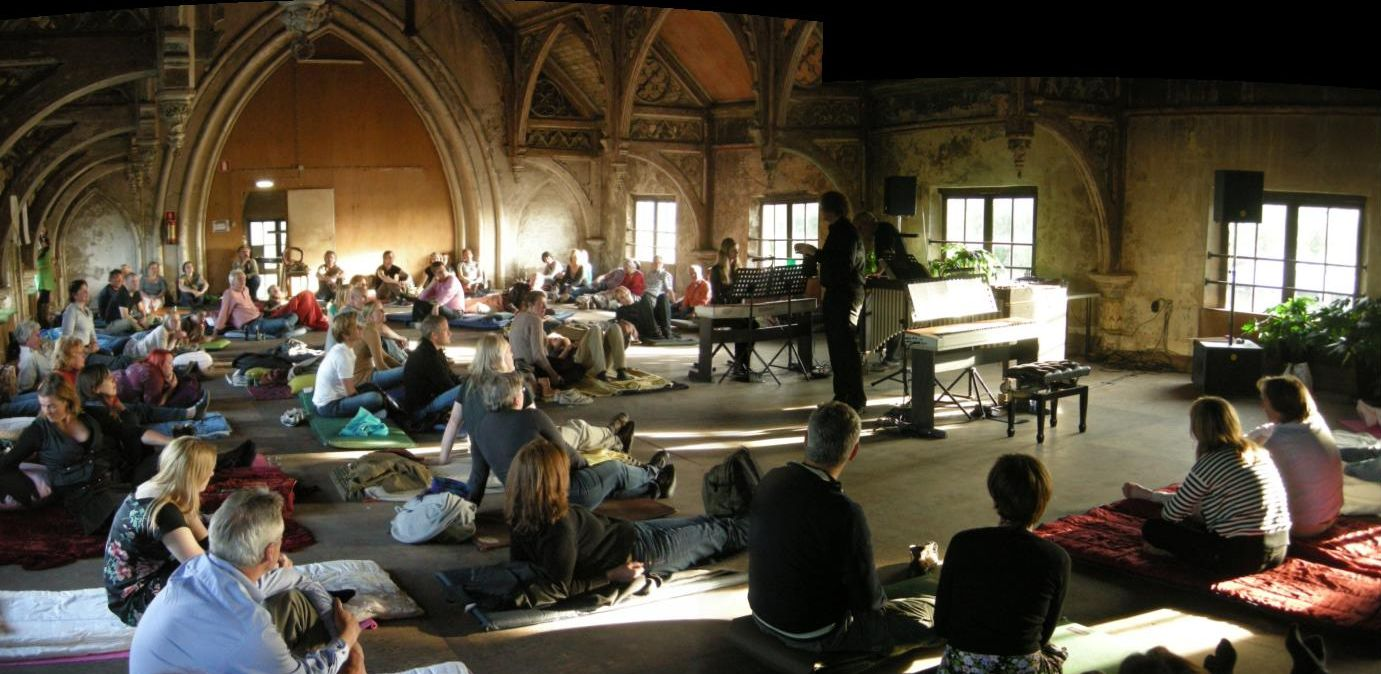
Een ligconcert in de Metaal Kathedraal